# Euplectrus furnius
Euplectrus furnius är en stekelart som beskrevs av Walker 1843. Euplectrus furnius ingår i släktet Euplectrus och familjen finglanssteklar. Inga underarter finns listade i Catalogue of Life.